# Gianfranco Bonera
Gianfranco Bonera (Porpetto, 2 aprile 1945) è un pilota motociclistico italiano, ritiratosi dall'attività agonistica.

## Carriera

### Gli inizi
Nato in provincia di Udine, ma trasferitosi con la famiglia a Monza, Bonera iniziò a correre in moto dopo una discreta carriera come ciclista. Anche suo fratello, Pietro Bonera, ha gareggiato come pilota motociclistico professionista. L'esordio avvenne nel Campionato Juniores 1971, terminato all'8º posto con un'Aermacchi Aletta 125. L'anno dopo passò a una Suzuki 500, con cui vinse l'Italiano Juniores 500 vincendo tutte le gare in programma, passando quindi nella categoria Seniores.

### Motomondiale
Per la stagione 1973 Bonera acquistò una delle prime Harley-Davidson RR, con cui si fece notare dal team italo-americano, tanto da essere invitato a una seduta di prove con Renzo Pasolini. Il debutto nel Motomondiale avvenne al GP delle Nazioni, dove terminerà 17º la gara della 350 con l'H-D. Nella stagione parteciperà ad altri tre GP: Jugoslavia (3º in 500 con una Suzuki), Olanda (ritirato in 350) e Cecoslovacchia (4º in 350).
Il 1974 vede Bonera ingaggiato dall'MV Agusta come secondo di Read. Dopo un ottimo inizio (podi in Francia e Austria e vittoria ad Imola) grazie al quale si trovò in testa al Mondiale della 500, Bonera vide le sue ambizioni compromesse da problemi alla frizione al GP del Belgio, terminato al 10º posto. In seguito, ordini di scuderia ricevuti al GP di Finlandia relegheranno Bonera al secondo posto del Mondiale, dietro a Read.
La stagione '75 doveva essere quella del riscatto, ma così non fu, per via dell'accresciuta competitività di Suzuki e Yamaha e a causa di un incidente occorso all'Aerautodromo di Modena durante una gara del Campionato Italiano, che costrinse Bonera a saltare metà stagione (verrà sostituito da Armando Toracca). Nel 1976 Bonera ritornò in Harley-Davidson, come compagno di squadra di Walter Villa: terminerà il Mondiale al 3º posto in 250 (con una vittoria in Spagna) e al 15º posto in 350.
Per il 1977 Bonera accettò l'offerta del team Nava-Olio Fiat di Roberto Gallina per correre in 500 e in 750 insieme a Virginio Ferrari, ottenendo il 6º posto nella "mezzo litro". L'anno successivo passò sotto i colori della Yamoto (all'epoca importatore italiano Yamaha), correndo in 350 e in 750: il suo miglior risultato fu il 4º posto nella 750, condito da una vittoria (ad Assen), mentre in 350 finì 7º. Nel 1979 la Yamoto interruppe il sostegno, e Bonera dovette arrangiarsi: a fine stagione fu 36º in 350 e 5º in 750, classe in cui colse un successo a Misano nel campionato Italiano.

### Dopo il ritiro
La stagione 1980 fu l'ultima nelle corse per Bonera, ormai poco motivato e poco considerato dalle Case. Si dedicherà alla concessionaria di moto aperta con i fratelli nell'hinterland milanese, per poi riavvicinarsi alle competizioni a fine anni ottanta con le moto d'epoca (MV e Triumph), non disdegnando di partecipare alle maggiori manifestazioni.

## Risultati nel motomondiale

### Classe 250
| 1976 | Classe | Moto            |   |    |     |   |   |   |   |   |   |   |   |   |  | Punti | Pos. |
| ---- | ------ | --------------- | - | -- | --- | - | - | - | - | - | - | - | - | - |  | ----- | ---- |
| 1976 | 250    | Harley-Davidson | 2 | NE | Rit | 7 | - | 4 | 5 | 3 | 3 | 2 | - | 1 |  | 61    | 3º   |

| Legenda | 1º posto        | 2º posto            | 3º posto            | A punti      | Senza punti        | Grassetto – Pole position Corsivo – Giro più veloce |
| Legenda | Gara non valida | Non qual./Non part. | Ritirato/Non class. | Squalificato | '-' Dato non disp. | Grassetto – Pole position Corsivo – Giro più veloce |

### Classe 350
| 1973 | Classe | Moto            |   |   |   |    |   |   |     |    |   |   |   |   |  | Punti | Pos. |
| ---- | ------ | --------------- | - | - | - | -- | - | - | --- | -- | - | - | - | - |  | ----- | ---- |
| 1973 | 350    | Harley-Davidson | - | - | - | 17 | - | - | Rit | NE | 4 | - | - | - |  | 8     | 23º  |

| 1976 | Classe | Moto            |   |    |     |   |   |   |    |    |   |   |   |   |  | Punti | Pos. |
| ---- | ------ | --------------- | - | -- | --- | - | - | - | -- | -- | - | - | - | - |  | ----- | ---- |
| 1976 | 350    | Harley-Davidson | - | 10 | Rit | - | - | - | NE | NE | - | 7 | 3 | - |  | 15    | 16º  |

| 1977 | Classe | Moto   |   |    |   |    |   |   |     |   |    |   |   |   |   | Punti | Pos. |
| ---- | ------ | ------ | - | -- | - | -- | - | - | --- | - | -- | - | - | - | - | ----- | ---- |
| 1977 | 350    | Yamaha | - | AN | - | NQ | - | - | Rit | - | NE | - | - | - | - | 0     |      |

| 1978 | Classe | Moto   |   |    |    |    |    |   |    |   |   |   |   |   |   | Punti | Pos. |
| ---- | ------ | ------ | - | -- | -- | -- | -- | - | -- | - | - | - | - | - | - | ----- | ---- |
| 1978 | 350    | Yamaha | 8 | NE | 10 | 14 | 14 | 2 | NE | - | - | 5 | 8 | - | 2 | 37    | 7º   |

| 1979 | Classe | Moto   |   |     |     |     |   |    |    |    |    |   |     |   |   | Punti | Pos. |
| ---- | ------ | ------ | - | --- | --- | --- | - | -- | -- | -- | -- | - | --- | - | - | ----- | ---- |
| 1979 | 350    | Yamaha | - | Rit | Rit | Rit | - | 10 | 10 | NE | NE | - | Rit | - | - | 2     | 36º  |

| Legenda | 1º posto        | 2º posto            | 3º posto            | A punti      | Senza punti        | Grassetto – Pole position Corsivo – Giro più veloce |
| Legenda | Gara non valida | Non qual./Non part. | Ritirato/Non class. | Squalificato | '-' Dato non disp. | Grassetto – Pole position Corsivo – Giro più veloce |

### Classe 500
| 1973 | Classe | Moto   |  |  |  |    |  |   |  |  |     |  |  |     |  | Punti | Pos. |
| ---- | ------ | ------ |  |  |  | -- |  | - |  |  | --- |  |  | --- |  | ----- | ---- |
| 1973 | 500    | Suzuki |  |  |  | AN |  | 3 |  |  | Rit |  |  | Rit |  | 10    | 19º  |

| 1974 | Classe | Moto      |   |  |   |   |  |   |    |   |   |   |    |    |  | Punti | Pos. |
| ---- | ------ | --------- | - |  | - | - |  | - | -- | - | - | - | -- | -- |  | ----- | ---- |
| 1974 | 500    | MV Agusta | 3 |  | 2 | 1 |  | 4 | 10 | 4 | 2 | 2 | NE | NE |  | 69    | 2º   |

| 1975 | Classe | Moto      |  |    |  |  |  |  |   |     |   |     |  |    |  | Punti | Pos. |
| ---- | ------ | --------- |  | -- |  |  |  |  | - | --- | - | --- |  | -- |  | ----- | ---- |
| 1975 | 500    | MV Agusta |  | NE |  |  |  |  | 6 | Rit | 4 | Rit |  | NE |  | 13    | 15º  |

| 1977 | Classe | Moto   |     |    |    |     |    |   |    |     |     |   |   |   |   | Punti | Pos. |
| ---- | ------ | ------ | --- | -- | -- | --- | -- | - | -- | --- | --- | - | - | - | - | ----- | ---- |
| 1977 | 500    | Suzuki | Rit | NP | 12 | Rit | NE | 4 | NE | Rit | Rit | 6 | 3 | 5 | 4 | 37    | 6º   |

| 1978 | Classe | Moto   |  |  |   |    |  |    |  |  |  |     |    |    |    | Punti | Pos. |
| ---- | ------ | ------ |  |  | - | -- |  | -- |  |  |  | --- | -- | -- | -- | ----- | ---- |
| 1978 | 500    | Suzuki |  |  | 9 | 22 |  | 13 |  |  |  | Rit | 12 | NE | NE | 2     | 26º  |

| 1980 | Classe | Moto            |    |  |    |    |  |     |  |  |    |  |  |  |  | Punti | Pos. |
| ---- | ------ | --------------- | -- |  | -- | -- |  | --- |  |  | -- |  |  |  |  | ----- | ---- |
| 1980 | 500    | Yamaha e Suzuki | 12 |  | 17 | NE |  | Rit |  |  | NE |  |  |  |  | 0     |      |

| Legenda | 1º posto        | 2º posto            | 3º posto            | A punti      | Senza punti        | Grassetto – Pole position Corsivo – Giro più veloce |
| Legenda | Gara non valida | Non qual./Non part. | Ritirato/Non class. | Squalificato | '-' Dato non disp. | Grassetto – Pole position Corsivo – Giro più veloce |